# Districtul Aflou
Aflou este un district din provincia Laghouat, Algeria.